# Erico XI Eriksson
Erico XI de Suecia (en sueco: Erik Eriksson, en nórdico antiguo: Eiríkr Eiríksson; 1216-2 de febrero de 1250), también conocido como Erico el Tartamudo o Erico el Cojo, fue rey de Suecia en dos períodos, el primero de 1222 a 1229 y el segundo de 1234 a 1250.

## Contexto
Erico era hijo póstumo del rey Erik X Knutsson y Riquilda de Dinamarca, hija del rey Valdemar I de Dinamarca. Debido a la muerte de su padre, hasta que Erico cumplió los 15 años la aristocracia sueca aclamó como rey a Juan I Sverkersson de la rival Casa de Sverker, contra el deseo del Papa, que prefería a Erico. Según las Crónicas de Erico escritas en los años 1320, Erico podía haber sido parcialmente cojo.

## Reinado
Cuando el rey Juan I Sverkersson murió en 1222, Erico fue proclamado rey con 5 años, con un primo lejano como regente, Canuto II Holmgersson. En 1229, y sin haber llegado a la edad adulta, fue derrocado por Canuto en la batalla de Olustra y tuvo que huir a la corte de su tío el rey Valdemar II de Dinamarca. Canuto fue proclamado rey como Canuto II de Suecia en 1231, pero su reinado fue breve y murió en 1234.

Muerto Canuto II, Erico volvió definitivamente, gobernando hasta 1250. Se casó con Catalina Sunnesdotter, hija del jarl Sune Folkason de Bjälbo y heredera de la Casa de Sverker. Por lo general las fuentes afirman que Erico no tuvo hijos, pero también se dice que tuvo un par de hijas que murieron prematuramente. Erico fue enterrado en el Convento de Varnhem, en Västergötland.
En 1247 hubo de enfrentarse en la batalla de Sparrsätra a los suiones, a quienes pretendía imponer impuestos que hasta su llegada habían estado exentos.
En 1236, Ingeborg, la hermana del rey (más joven al parecer), se casó con Birger Jarl. Birger era hijo de la heredera de la Casa de Sverker y miembro de la Casa de Bjälbo. Su hijo Valdemar fue elegido en 1250 sucesor de Erico, probablemente sin contar con las hijas de las hermanas mayores de Ingeborg, si existieran. Por tanto, Birger Magnusson fue regente hasta su muerte en 1266.
En el Skáldatal se afirma que Óláfr Þórðarson fue uno de los escaldos de Erico.